# Arctotheca prostrata
Arctotheca prostrata là một loài thực vật có hoa trong họ Cúc. Loài này được (Salisb.) Britten mô tả khoa học đầu tiên năm 1916.